# Helanthium tenellum
El cucharero (Helanthium tenellum) es una especie de la familia de la papa de agua (Alismataceae), dentro del orden Alismatales en lo que comúnmente llamamos grupo de las monocotiledóneas, aunque hoy en día se agrupan dentro del grupo Liliopsida. El nombre del género Echinodorus se deriva del griego “echinos” (puerco espín) y “doros” (bolsa o botella), haciendo referencia a los aquenios espinosos, la especie, E. tenellus, hace referencia a su hábito, pequeño, delicado o tierno.

## Clasificación y descripción
Planta perteneciente a la familia Alismataceae. Plantas acuáticas, herbácea, anual, glabra, de hasta 25 cm de altura; hojas emergentes, lámina verde pálido, sin lóbulos, sin marcas pelúcidas, ápice agudo, peciolo con costillas; inflorescencia como un escapo simple, con 1 o 2 verticilos, erecto, sin la formación de yemas vegetativas, cada verticilo con 4 a 6 flores de cerca de 1 cm de diámetro; fruto con tres costillas.

## Distribución
Su distribución ocurre desde el noreste de Estados Unidos de América, México hasta Sudamérica, incluyendo las Antillas; en México se ha registrado en los estados de Guerrero y Veracruz.

## Ambiente
Habita en estanques, Ciénegas, orillas de ríos con corriente moderada y lagos, en bosque de galería; se ha registrado en altitudes cercanas al nivel del mar.

## Estado de conservación
En México se cataloga bajo “Amenazada” en la NOM-059-SEMARNAT-2010; esta especie aun no ha sido evaluada por la Lista Roja de Especies amenazadas.